# 94 Aurora
94 Aurora è uno dei più grandi asteroidi della Fascia principale. Ha una superficie molto scura, più della fuliggine, e una composizione carboniosa primitiva.
Aurora fu scoperto da James Craig Watson il 6 settembre 1867 dal Detroit Observatory dell'università del Michigan (USA) ad Ann Arbor; fu battezzato così in onore di Aurora, la dea romana dell'alba.
Aurora ha occultato una stella poco luminosa il 12 ottobre 2001. Dalle misurazioni effettuate è stata rilevata una forma piuttosto ovale del pianetino.